# Sveti Urban
Sveti Urban – wieś w Chorwacji, w żupanii medzimurskiej, w gminie Štrigova. W 2011 roku liczyła 481 mieszkańców.